# Glendoick House

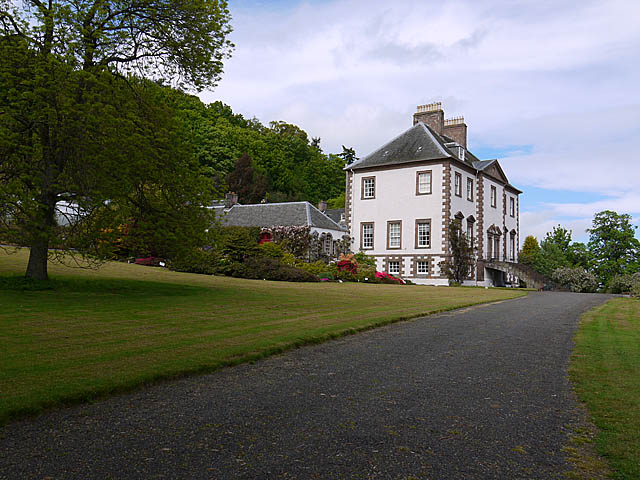
Glendoick House, 2010

Glendoick House ist ein Herrenhaus nahe der schottischen Ortschaft St Madoes in der Council Area Perth and Kinross. 1971 wurde das Bauwerk in die schottischen Denkmallisten in der höchsten Denkmalkategorie A aufgenommen. Das zugehörige Taubenhaus sowie die Gärten sind außerdem als Kategorie-B-Bauwerke, die South East Lodge hingegen als Kategorie-C-Bauwerk klassifiziert. Das Gesamtanwesen ist im schottischen Register für Landschaftsgärten verzeichnet. In zwei von sieben Kategorien wurde das höchste Prädikat „herausragend“ verliehen.

## Geschichte
Bereits seit dem 13. Jahrhundert befand sich die Länderei Glendoick im Besitz der Familie Butter. Im Jahre 1529 ist dort ein Wehrbau verzeichnet. Dessen exakter Standort ist jedoch nicht mehr nachvollziehbar. Robert Craigie der spätere Lord Glendoick erwarb im Jahre 1726 einen Teil des Anwesens. Zwischen 1746 und 1748 ließ Craigie das heutige Glendoick House errichten. Sein Sohn David erwarb 1773 die übrigen Teile des Anwesens. Zu dieser Zeit führte die Straße von Dundee nach Perth direkt an den Gärten von Glendoick House vorbei. Um 1790 wurde sie verlegt. Im späten 19. Jahrhundert verpachteten die Craigies Glendoick an Alfred W. Cox, der es im Jahre 1900 schließlich erwarb. 1910 wurden die Nord- und Ostflügel nach einem Entwurf A. G. Heitons aufgestockt.

## Taubenhaus
Das aus dem 18. Jahrhundert stammende Taubenhaus steht rund 500 Meter südöstlich des Herrenhauses. Das zweistöckige Bauwerk weist einen quadratischen Grundriss auf und schließt mit einem Pyramidendach. Sein Mauerwerk ist mit Harl verputzt. An der Südostfassade führt eine niedrige Türe ins Innere. Dort sind steinerne Nistkästen gereiht. Entlang der Fassaden und im Dach finden sich zahlreiche Einfluglöcher.